# 奈良市立三碓小学校
奈良市立三碓小学校（ならしりつ みつがらすしょうがっこう）は、奈良県奈良市西千代ケ丘一丁目にある公立小学校。

## 沿革
- 1980年（昭和55年）4月1日 - 奈良市立富雄北小学校から分離して開校。

## 通学区域
- 学園大和町一丁目、学園大和町二丁目、学園大和町三丁目、学園大和町四丁目、学園大和町五丁目、学園大和町六丁目、学園中一丁目、学園中二丁目、学園中三丁目、学園中四丁目の一部、学園中五丁目、西千代ヶ丘一丁目、西千代ヶ丘二丁目、西千代ヶ丘三丁目、三碓一丁目の一部（6番街区から13番街区まで）、三碓二丁目の一部（3番街区から7番街区まで）、三碓三丁目、三碓四丁目、三碓五丁目、三碓六丁目、三碓七丁目[1]

※卒業後は基本的に奈良市立富雄中学校又は奈良市立富雄南中学校に進学する。

## 通学区域が隣接している学校
- 奈良市立鳥見小学校
- 奈良市立富雄北小学校
- 奈良市立青和小学校
- 奈良市立あやめ池小学校
- 奈良市立伏見小学校
- 奈良市立富雄南小学校
- 奈良市立富雄第三小学校